# Changan Eado
Changan Eado – samochód osobowy klasy kompaktowej produkowany pod chińską marką Changan od 2012 roku. Od 2024 roku produkowana jest trzecia generacja modelu.

## Pierwsza generacja

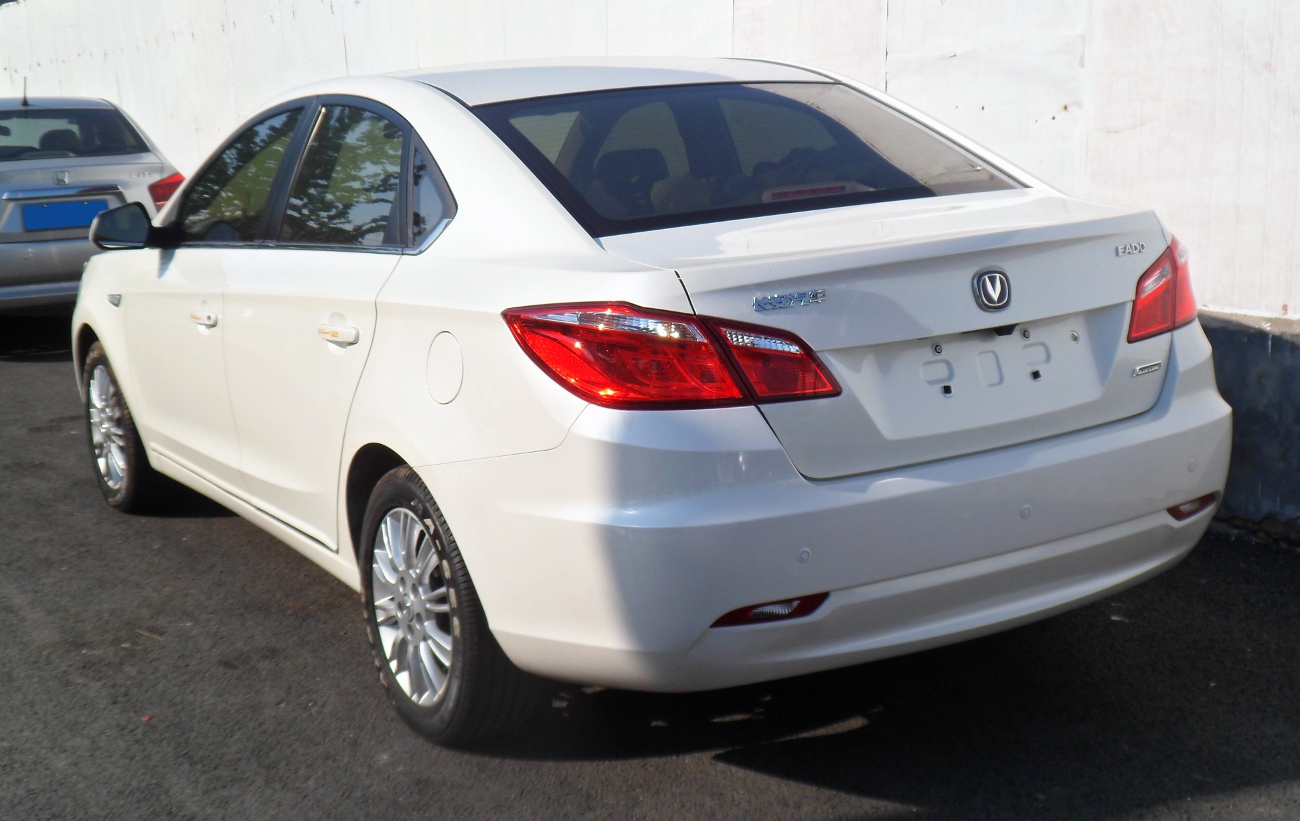
Changan Eado I - tył

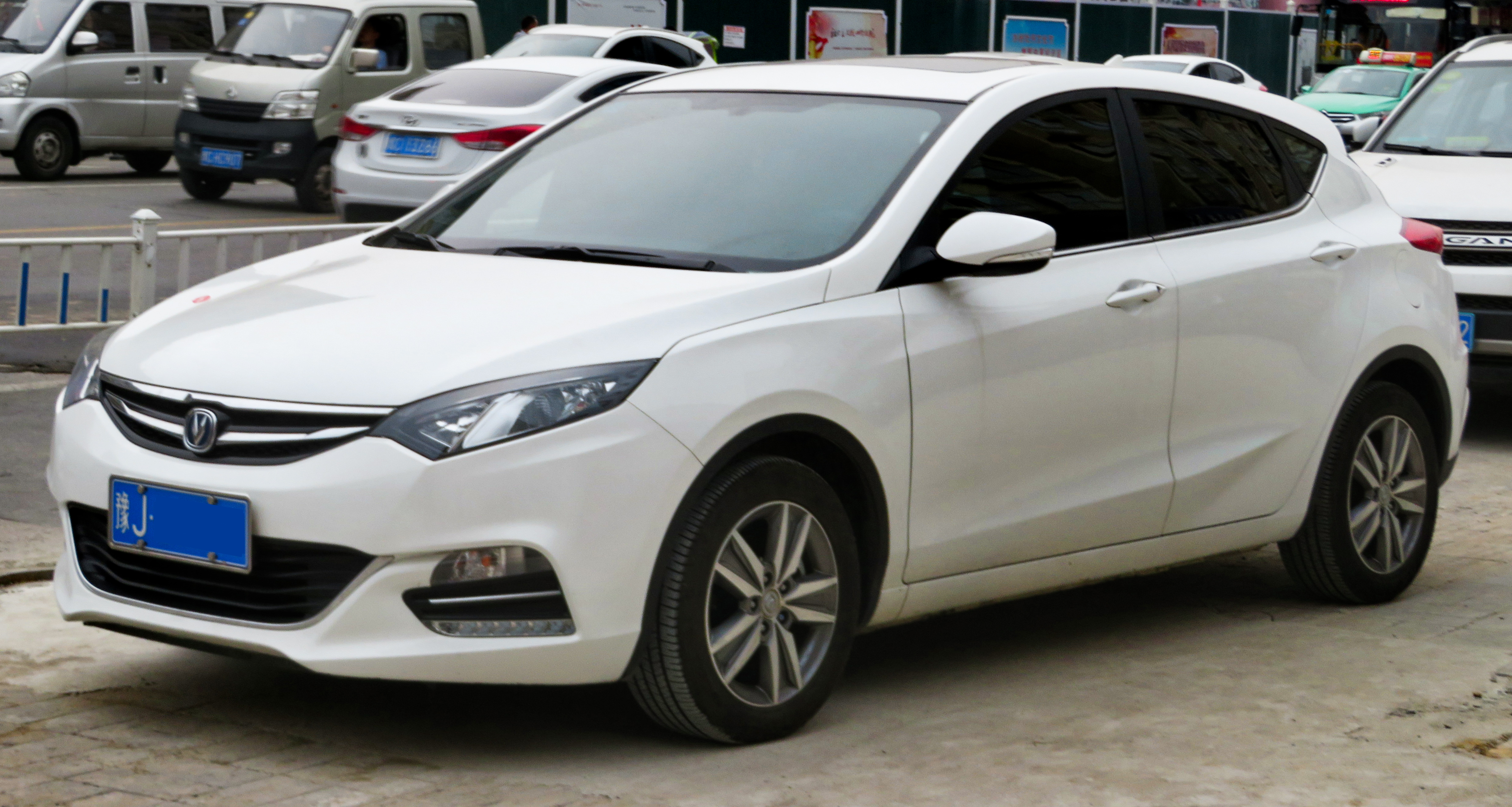
Changan Eado XT I

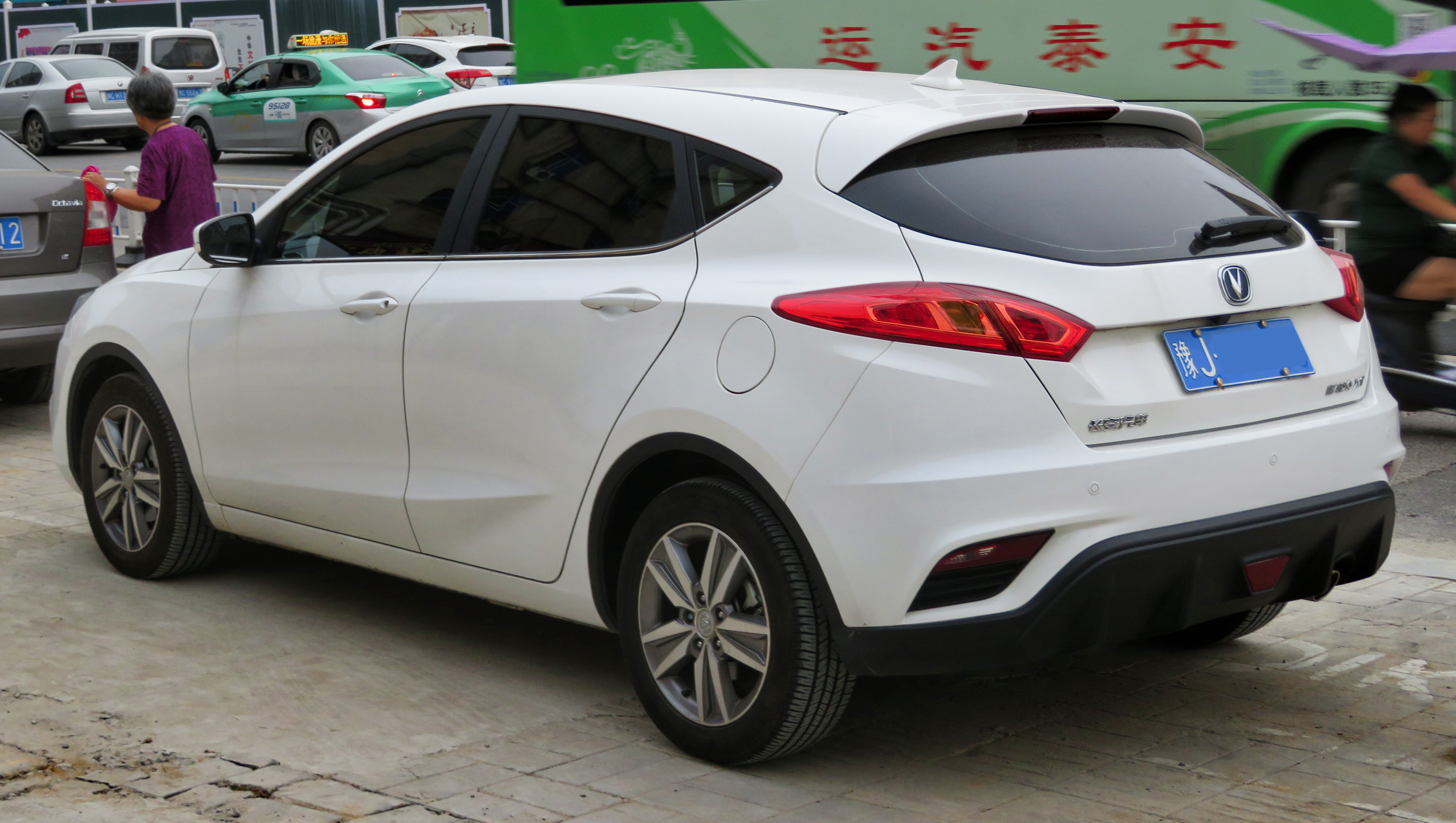
Changan Eado XT I - tył

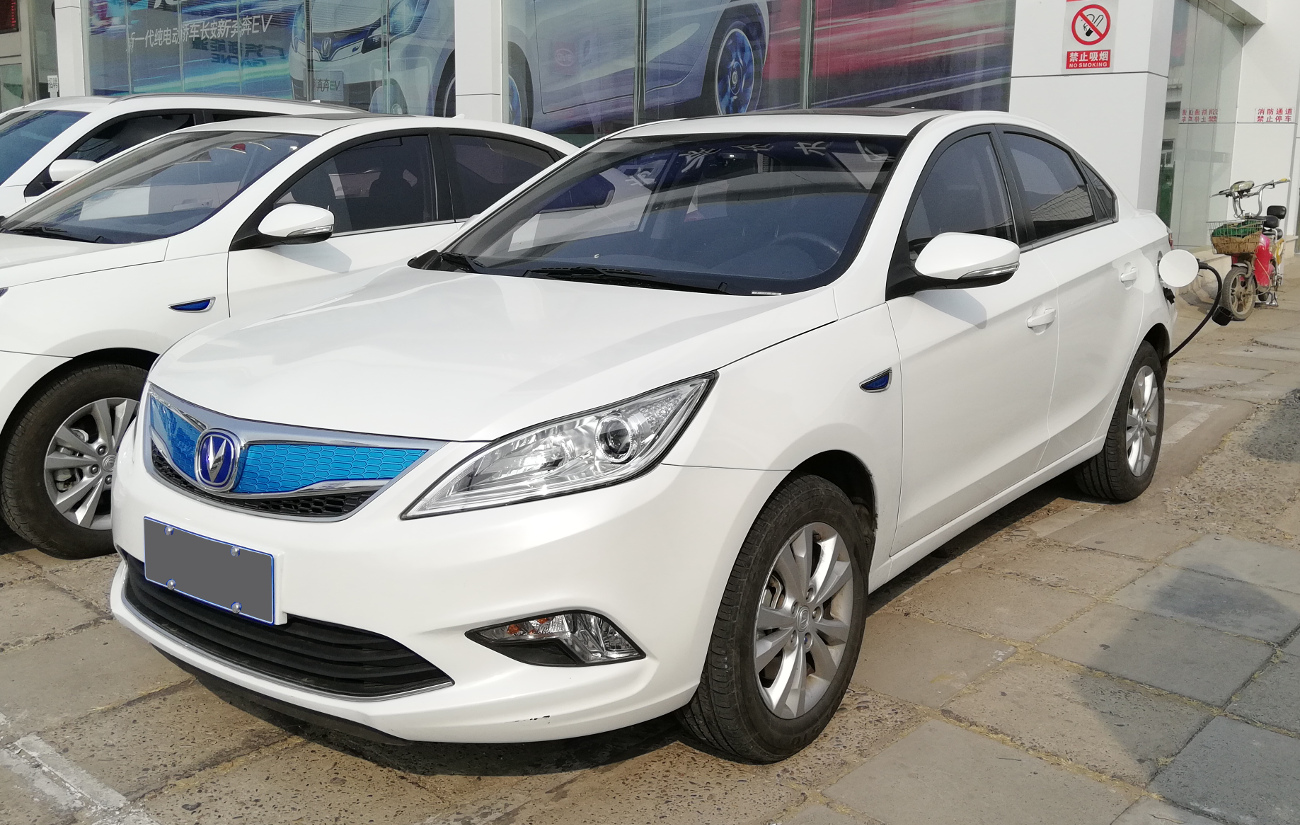
Changan Eado EV I

Changan Eado I został zaprezentowany po raz pierwszy w 2011 roku.
Kompaktowy model Eado powstał jako element nowej taktyki modelowej Changana, zakładającej całkowite zmodernizowanie strategicznych modeli w ofercie, wyposażając je w nowej generacji podzespoły techniczne jak m.in. silniki oraz skrzynie biegów.
Pierwsza generacja Eado została opracowana przez europejski zespół projektantów w Turynie we Włoszech, opierając się na płycie podłogowej C platform. Pod kątem wizualnym pojazd wyróżniły liczne przetłoczenia i ostre kanty, na czele z agresywnie stylizowanymi reflektorami oraz lampami tylnymi.
Gamę jednostek napędowych utworzyły dwa, czterocylindrowe silniki benzynowe. Pierwszy z nich to 1,5-litrowa jednostka z turbodoładowaniem, z kolei topowym wariantem został zwykły, 1,6-litrowy silnik benzynowy. Producent deklarował, że podstawowy silnik wyróżniała relatywnie niska emisja CO2 w gramach na kilometr.

### Eado XT
W kwietniu 2013 roku Changan poszerzył gamę nadwoziową o 5-drzwiowego hatchbacka, który zyskał nazwę Changan Eado XT. Poza krótszym, węższym i niższym nadwoziem, samochód zyskał także głębokie zmiany stylistyczne mające na celu odróżnić go od odmiany sedan. Pas przedni zyskał węższą atrapę chłodnicy i reflektory z ciemnymi wkładami, a także dodatkowe przetłoczenia na linii nadwozia z wyżej umieszczonymi klamkami i przemodelowane zderzaki.

### Eado Blue
W sierpniu 2013 roku gama wariantów napędowych Changana Eado została poszerzona o spalinowo-elektryczny wariant o nazwie Eado Blue. Hybrydowy układ napędowy utworzył spalinowy silnik o pojemności 1,5-litra i mocy 112 KM, który połączono z silnikiem elektrycznym umożliwiającym ładowanie z gniazdka.

### Eado EV
W październiku 2014 roku Changan wprowadził do sprzedaży odmianę w pełni elektryczną o nazwie Changan Eado EV. Pod kątem wizualnym zyskała ona charakterystyczną niebieską listwę w przednim zderzaku, z kolei układ napędowy utworzył silnik elektryczny o mocy 120 KM oraz bateria o pojemności 26 kWh. Pojazd był w stanie rozpędzić się do 140 km/h i przejechać na jednym ładowaniu do 160 kilometrów.

### Silniki
- R4 1.5l Turbo
- R4 1.6l

## Druga generacja

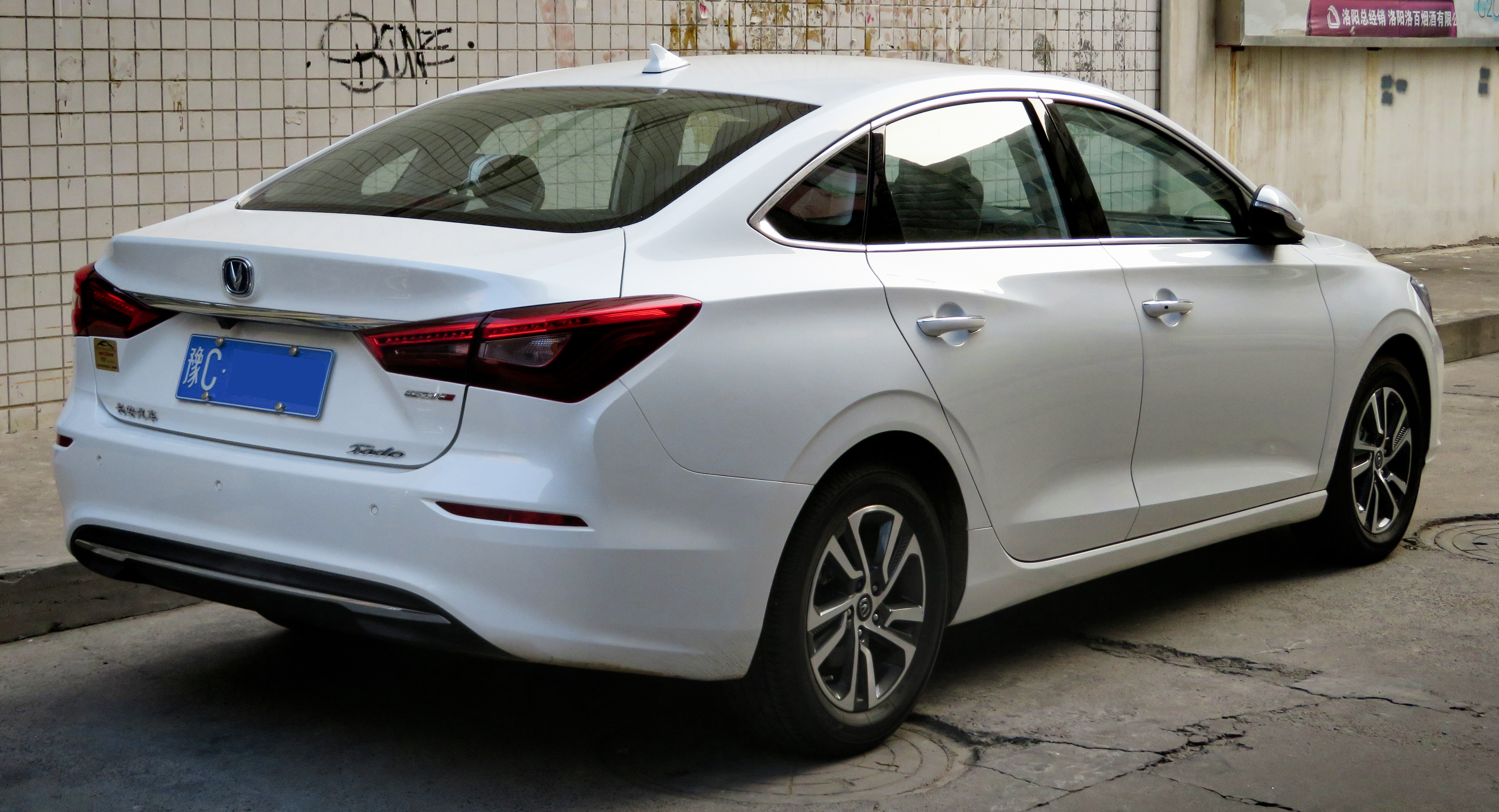
Changan Eado II - tył

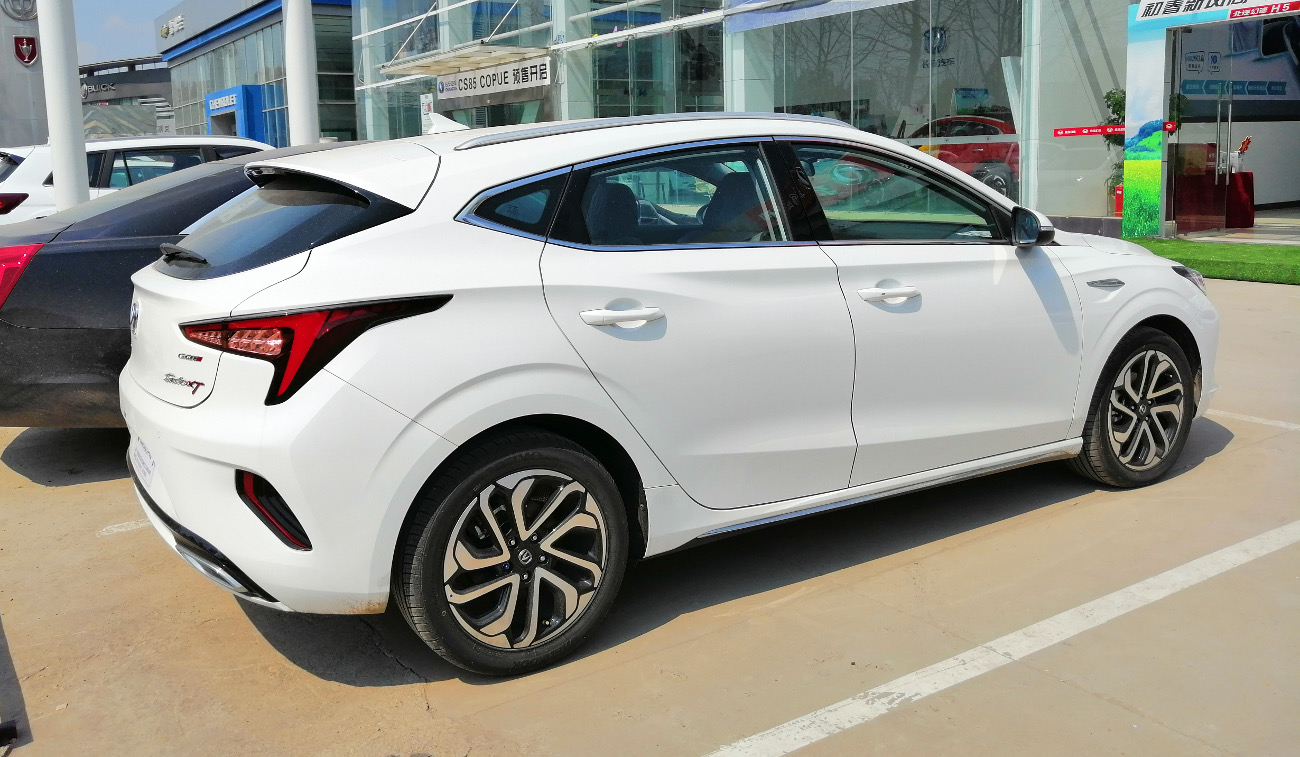
Changan Eado XT II

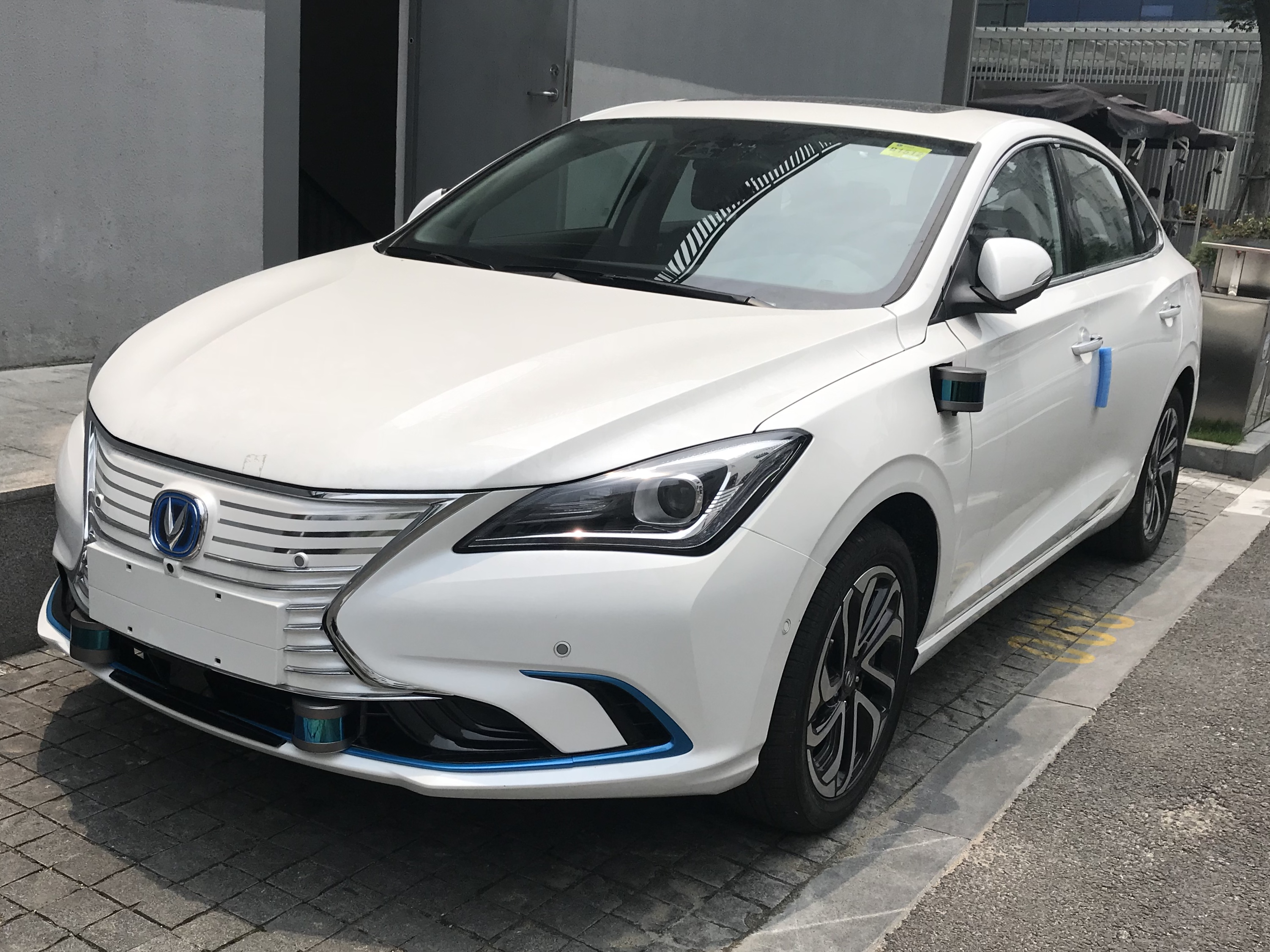
Changan Eado EV II

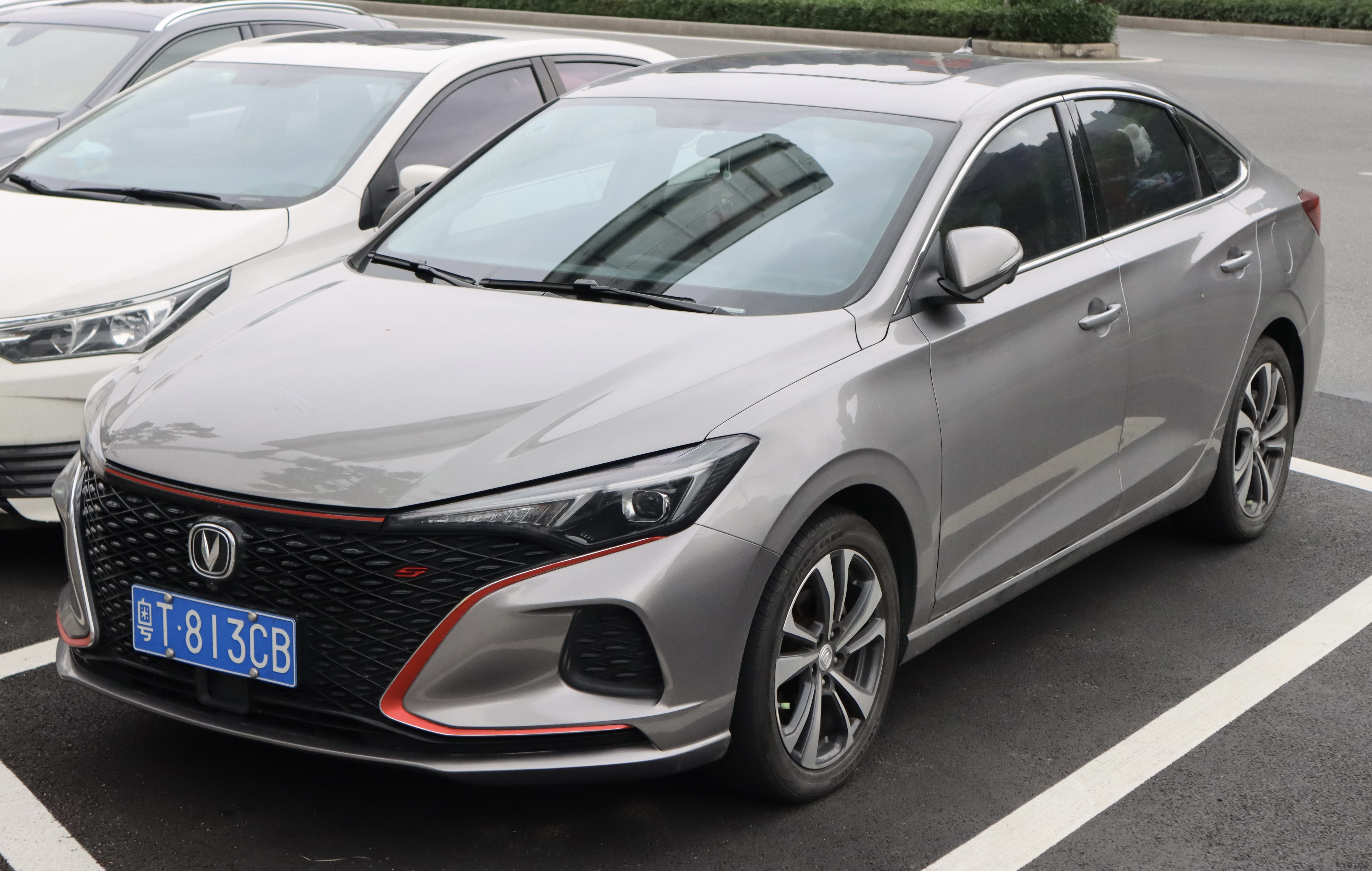
Changan Eado Plus po liftingu

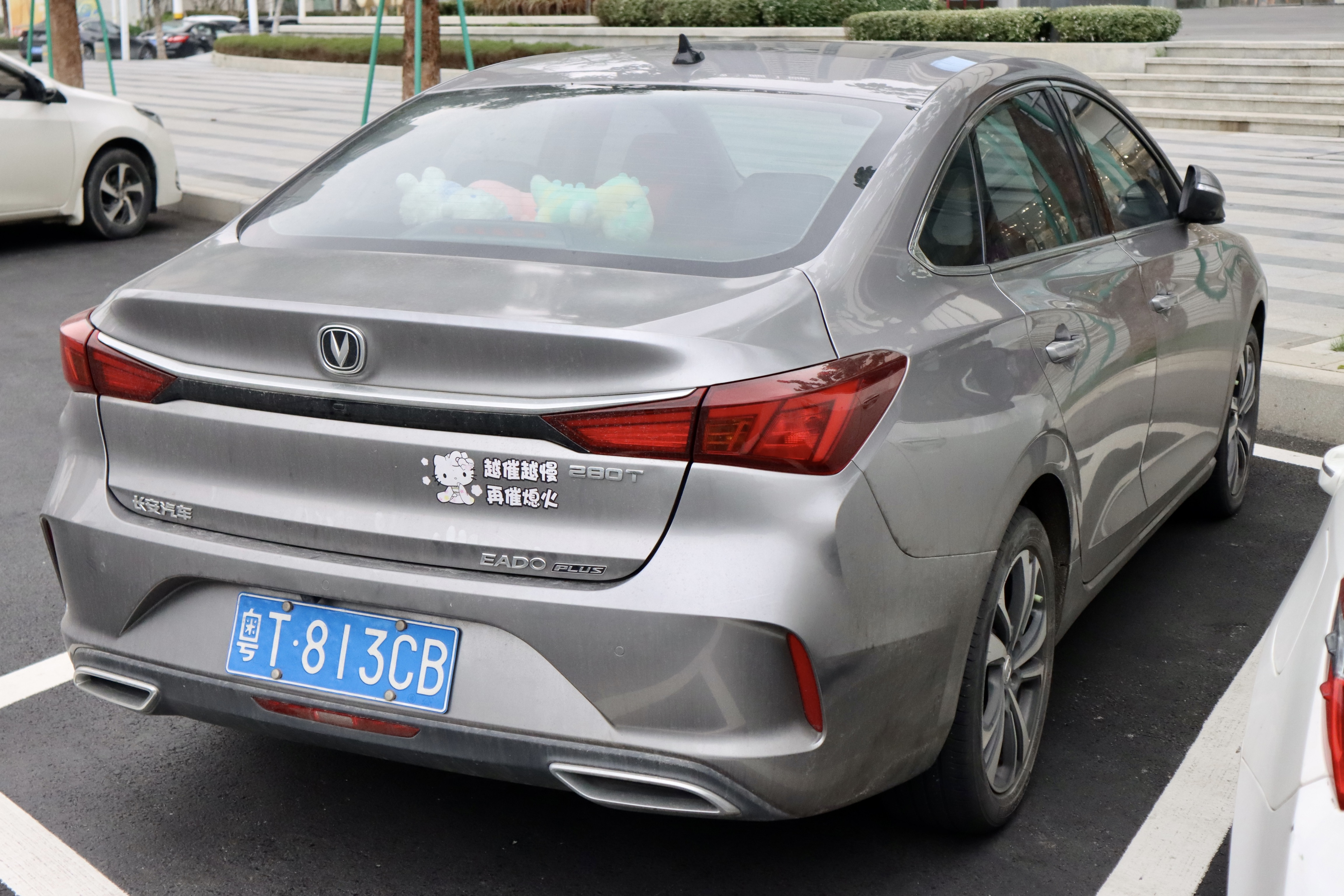
Changan Eado Plus - tył po liftingu

Changan Eado II został zaprezentowany po raz pierwszy w 2018 roku.
Druga generacja Eado powstała według nowej koncepcji stylistycznej Changana, upodabniając się do debiutujących w międzyczasie nowych wariantów SUV-ów chińskiego producenta. Pas przedni przyozdobiły agresywnie stylizowane reflektory z ciemnymi wkładami oraz charakterystyczny, masywny wlot powietrza w kształcie klepsydry z chromowanymi poprzeczkami. Linię nadwozia zaakcentowały dwa wyraźne przetłoczenia.
Początkowo gamę jednostek napędowych utworzyły dwie czterocylindrowe jednostki benzynowe. Pierwsza z nich, 1,5-litrowa z turbodoładowaniem rozwinęła moc 170 KM, z kolei druga charakteryzowała się pojemnością 1.6 i mocą 125 KM. Gamę przekładni biegów utworzyły trzy odmiany: manualna, automatyczna lub topowa, 7-biegowa dwusprzęgłowa.

### Eado XT
W przeciwieństwie do poprzednika, gama nadwoziowa drugiej generacji Changana Eado w momencie debiutu została oparta na 4-drzwiowym sedanie i 5-drzwiowym hatchbacku równolegle. Krótsza odmiana dwubryłowa o nazwie Changan Eado XT zyskała tym razem umiarkowane różnice wizualne, charakteryzując się jedynie bardziej zaokrąglonym nadwoziem. Z powodu niewielkiej popularności samochód zniknął z rynku w 2020 roku po 2 latach produkcji.

### Eado EV
W kwietniu 2019 roku, rok po debiucie klasycznego Eado, Changan ponownie poszerzył odmianę wariantów napędowych Eado o wersję w pełni elektryczną - tym razem przyjęła ona postać dwóch wariantów nadwoziowych i zyskała nazwę Changan Eado EV dla sedana i Changan Eado ET dla hatchbacka. Pod kątem wizualnym elektryczna gama Eado odróżniła się większą lakierowaną powierzchnią zderzaka w miejscu atrapy chłodnicy, a także niewielkim selektorem w kabinie pasażerskiej w miejscu drążka zmiany biegów. Układ napędowy utworzył silnik elektryczny o mocy 136 KM i bateria o pojemności 52,56 kWh, zapewniając maksymalny zasięg na jednym ładowaniu rzędu 405 kilometrów.

### Lifting
Wzorem np. modeli CS35 i CS75, w grudniu 2019 roku także gama modelowa Eado została poszerzona przez bardziej zmodernizowaną Changan Eado Plus, przez pierwsze 2 lata oferowaną równolegle. Pod kątem wizualnym zyskała ona większą atrapę chłodnicy w kształcie trapezu, agresywniej stylizowane reflektory i inaczej stylizowaną tylną część nadwozia z tablicą rejestracyjną umieszczoną na zderzaku, z kolei w kabinie pasażerskiej umieszczono większy, 10,25-calowy wyświetlacz dotykowy systemu inforozrywki i szlacetniejsze materiały wykończeniowe.

### Silniki
- R3 1.0l
- R4 1.5l Turbo
- R4 1.6l

## Trzecia generacja

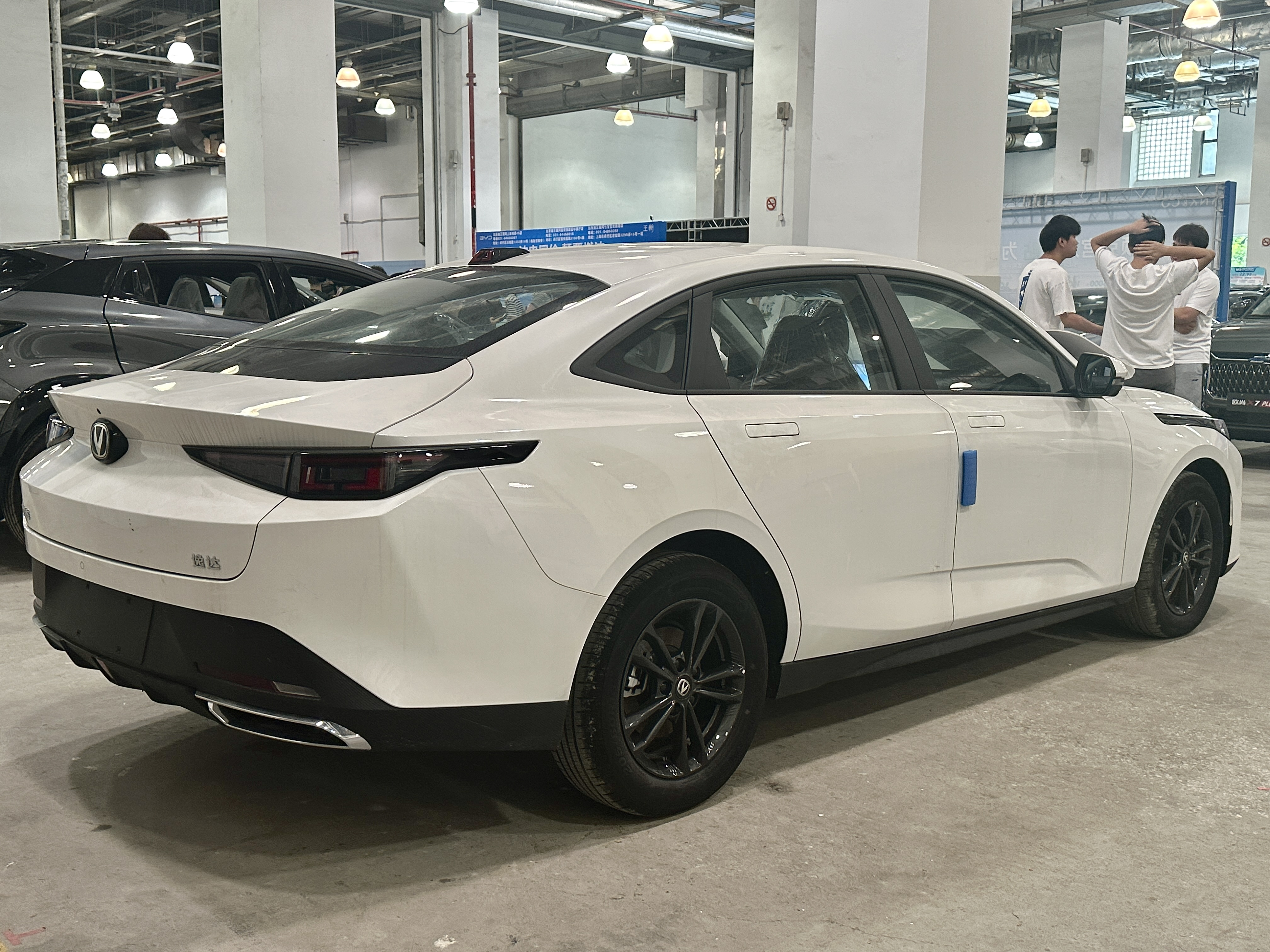
Changan Eado III - tył

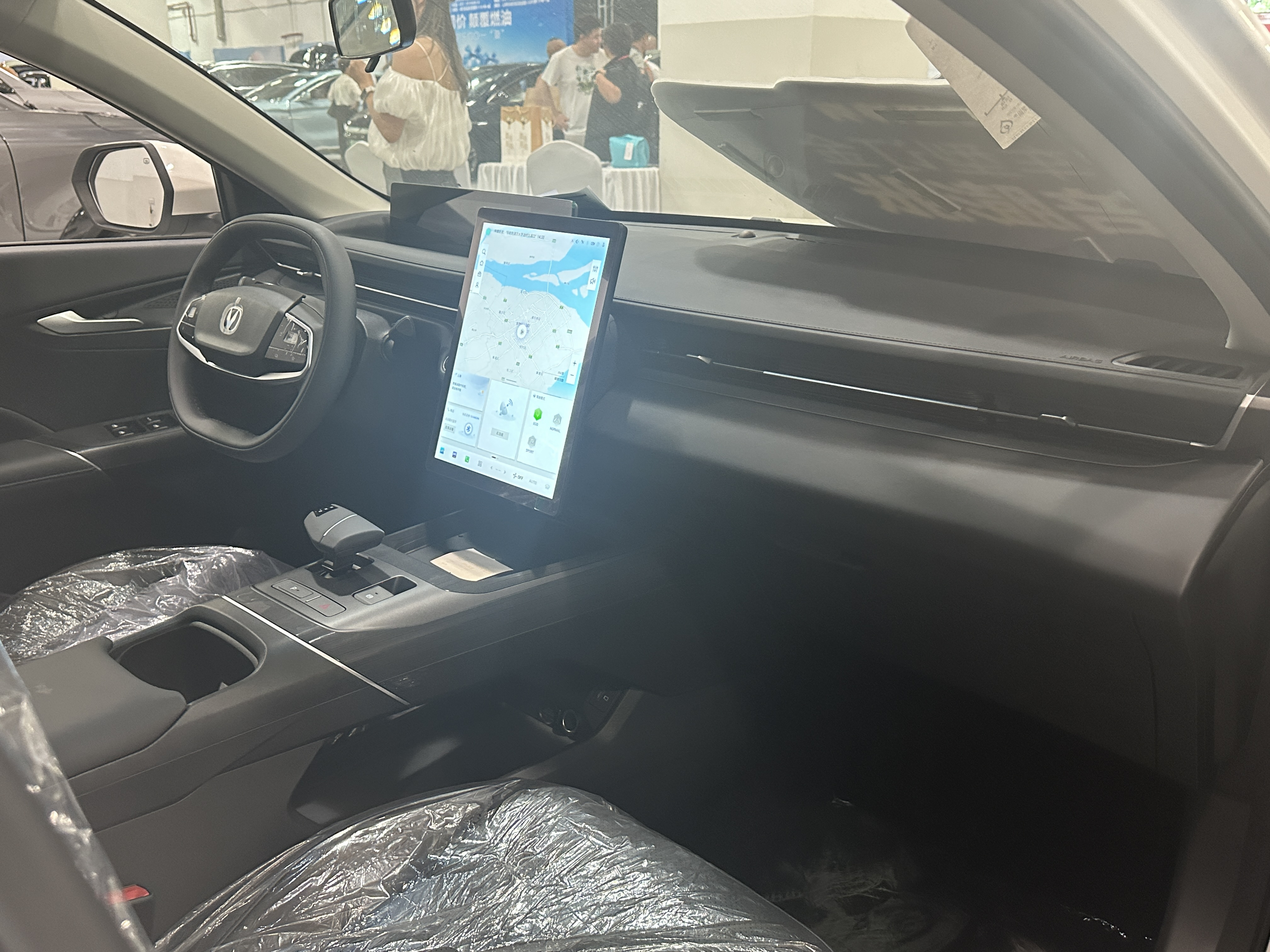
Changan Eado III - kokpit

Changan Yida został zaprezentowany po raz pierwszy w 2023 roku.
W lutym 2023 Changan przedstawił kolejny model tworzący obszerną gamę kompaktowych sedanów. Model Yida powstał jako bardziej awangardowo stylizowana alternatywa dla modelu UNI-V, dzieląc z nim płytę podłogową oraz podespoły techniczne. Stylistyka wyróżniła się m.in. obszernym, trapezoidalnym przednim wlotem powietrza w charakterystycznym, bezramiennym stylu, a także ostro zarysowanymi reflektorami. W podobnym kształcie zarysowano lampy tylne, z kolei innym charakterystycznym detalem zostały chowane klamki i łagodnie opadająca linia dachu.
Kabina pasażerska została utrzymana w typowej estetyce dla innych nowych modeli Changana, wyróżniając się m.in. wysuniętymi nad linią kokpitu cyfrowymi zegarami, owalnym kołem kierownicy czy obszernym, pionowym ekranem dotykowym systemu multimedialnego. Obszerny wyświetlacz zyskał przekątną 13,2 cala i obsłużył m.in. system ChatGPT dostarczony przez chińską firmę Baidu.
Do napędu Changana Yida wykorzystano wyłącznie turbodoładowany, benzynowy silnik o pojemności 1.5 litra rozwijający moc maksymalną 170 KM. Jednostkę połączono z dwusprzęgłową, 7-stopniową skrzynią biegów.
Zaledwie rok po debiucie, w marcu 2024 roku, Changan Yida zmienił nazwę na Changan Eado i został włączony do istniejącej już linii modelowej jako po prostu kolejna, trzecia generacja trafiająca do spredaży równolegle z poprzednikiem.

### Sprzedaż
Sprzedaż Changana Yida rozpoczęła się w pierwszej kolejności na rodzimym rynku chińskim, zbierając zamówienia tuż po debiucie w lutym 2023. Ponadto, chiński producent zdecydował się powiększyć swoją gamę modelową także w Rosji, uruchamiając tam dystrybucję kompaktowego sedana pod nazwą Changan Lamore we wrześniu 2023. 

### Silnik
- R4 1.5l Turbo 170 KM